# Chien Chang Hsu
Chien Chang Hsu (romanización de 許建昌) (múltiples transliteraciones) (1932) es un profesor, botánico, y taxónomo chino, que ha trabajado extensamente en el "Instituto de Botánica", de la Academia China de las Ciencias.
- La abreviatura «C.C.Hsu» se emplea para indicar a Chien Chang Hsu como autoridad en la descripción y clasificación científica de los vegetales.[4]